# Cryptantha filaginea
Cryptantha filaginea är en strävbladig växtart som först beskrevs av Philippi, och fick sitt nu gällande namn av Karl Friedrich Carlos Federico Reiche. Cryptantha filaginea ingår i släktet Cryptantha, och familjen strävbladiga växter. Inga underarter finns listade i Catalogue of Life.